# Max Hansen

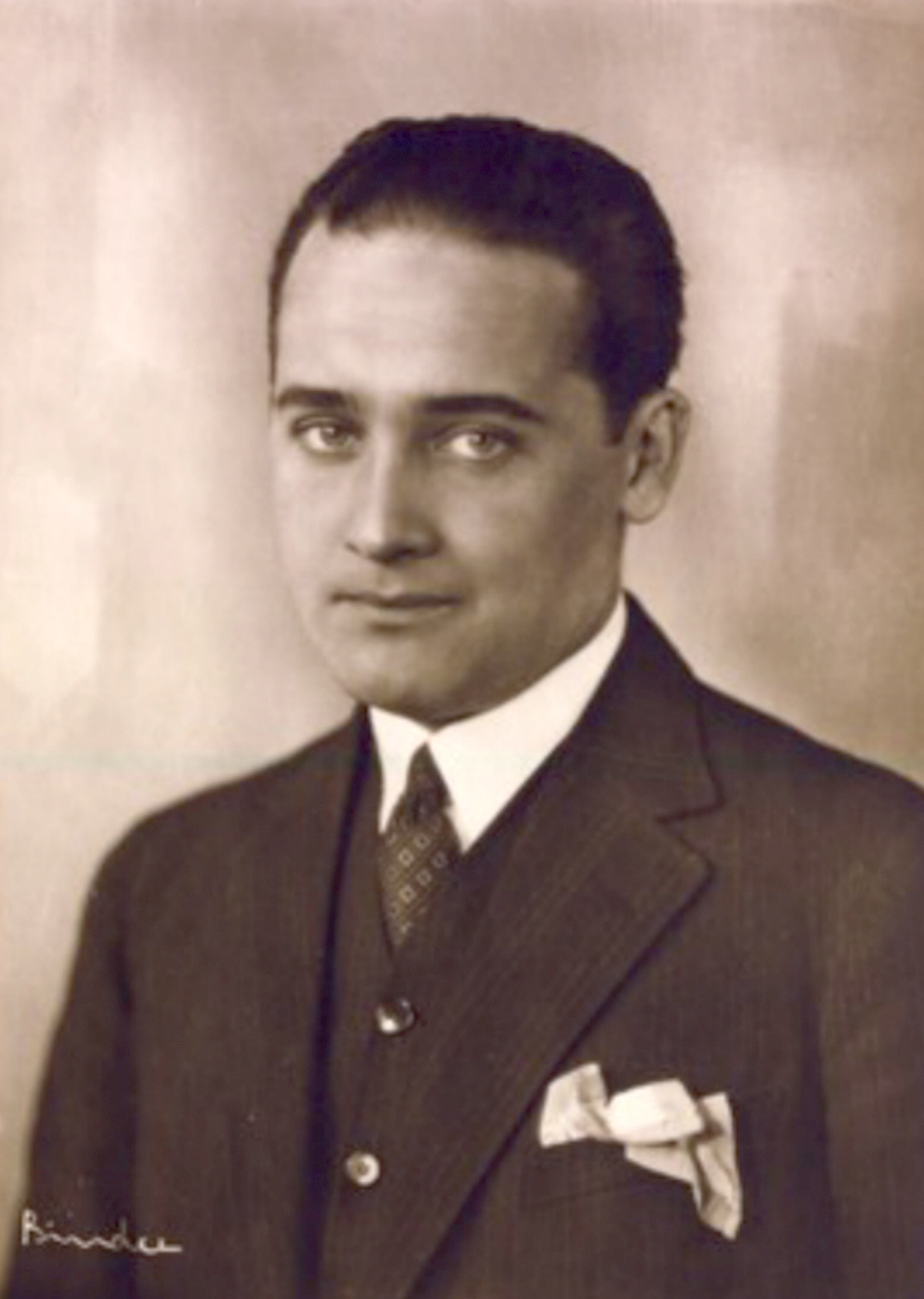
Max Hansen (Fotografie von Alexander Binder, entstanden vor 1929)

Max Josef Hansen (* 22. Dezember 1897 in Mannheim; † 13. November 1961 in Kopenhagen) war ein dänischer Kabarettist, Filmschauspieler und Operettensänger (Tenor), der in Deutschland geboren wurde und aufwuchs. Er war im Berlin der Weimarer Republik ein großer Musik- und Schauspielstar.

## Leben
Hansen wurde als unehelicher Sohn der dänischen Schauspielerin Elly Benedicte Hansen (1873–1930), die damals als „Eva Haller“ am Mannheimer Apollo-Theater auftrat, geboren. Die Identität des Vaters blieb lange im Dunkeln. Im Geburtsregister ist Josef Walder als Vater eingetragen, ein ungarischer „Artist“ jüdischer Herkunft und Kollege der Mutter.
Schon als Baby kam er zu seinen Pflegeeltern, der Familie Bögl in München. Bereits vor dem Ersten Weltkrieg hatte er aufgrund seiner schönen modulationsfähigen Gesangsstimme Auftritte – sogar im Ausland, wie in Kopenhagen, Paris und St. Petersburg – und ersang sich den Beinamen „der kleine Caruso“. Er erhielt Klavier- und Gesangsunterricht. Im Münchner Theater-Lokal Simplizissimus trat er als Kabarettist mit teils selbstgeschriebenen Texten und Liedern auf.
Während des Ersten Weltkriegs lebte Hansen im neutralen Dänemark, wo auch seine leibliche Mutter wohnte. Nach dem Krieg ging er 1919 nach Wien, wo er sich wie schon zuvor in München gesanglich ausbilden ließ. Sein Gesangsstudium finanzierte er sich als Bänkelsänger mit Auftritten in verschiedenen Varietés und Kabaretts.
Als Hauptakteur im Ronacher-Varieté entdeckte ihn 1923 Hubert Marischka für die Operette Gräfin Mariza. In der Rolle des Zsupán trat Hansen im Metropol-Theater in Berlin auf. Im März 1925 stellte er in dieser Rolle bei der 200. Aufführung der Operette im Metropol-Theater (zugleich die 2000. Aufführung in Mitteleuropa) einen Rekord auf, nachdem er das Lied „Komm mit nach Varasdin“ je 200-mal in Wien und Berlin auf der Bühne gesungen hatte. Dies war der eigentliche Startschuss für eine glanzvolle Bühnen-Laufbahn. Max Reinhardt engagierte ihn für Die schöne Helena, Erik Charell für Die lustige Witwe. Sein größter Erfolg wurde seine Rolle in der Operette Im weißen Rößl als Kellner Leopold (Uraufführung 1930 in Berlin).
Ab 1926 baute sich Hansen zusätzlich eine Karriere mit Schellack-Plattenaufnahmen auf, zunächst als anonymer Sänger verschiedener Orchester, später unter seinem eigenen Namen. Ab 1927 hatte er regelmäßig Rundfunk-Liveauftritte.
Mit dem Aufkommen des Tonfilms stieg Hansen dort ebenfalls groß ein und bekam einen weiteren Popularitätsschub. Charakteristisch war seine leicht näselnde Stimme, wie man sie heute von Max Raabe kennt. Allein zwischen 1930 und 1933 stand Hansen für zehn Filme vor der Kamera, meist Komödien und Musicals, viele davon mit der Schauspielerin Jenny Jugo. Mit Paul Morgan und Carl Jöken gründete er sogar eine eigene Filmgesellschaft, die Trio-Film GmbH, die aber nicht über ihre erste Produktion Das Kabinett des Dr. Larifari hinauskam. Der Film, bei dem Hansen als Drehbuchautor, Komponist, Liedtexter und Schauspieler mitwirkte, wurde kein kommerzieller Erfolg.
Parallel zu seinen Auftritten als Sänger und Schauspieler arbeitete Hansen von Anfang an als Kabarettist. Zusammen mit Paul Morgan und Kurt Robitschek zählte er zu den Gründern des legendären Berliner Kabarett der Komiker. Dort trat er ab Ende 1924 häufig auf. Höhepunkte des Programms waren unangekündigte Auftritte des Opernstars Richard Tauber, den Hansen „zufällig“ in den Reihen des Publikums entdeckte und auf die Bühne holte, wo er dann, von dem berühmten Tenor am Klavier begleitet, eine Tauber-Parodie aufführte. Auf Adolf Hitler und die nationalsozialistische Bewegung dichtete Hansen scharfzüngige Spott-Chansons. In seinem leicht frivolen Gassenhauer „War’n Sie schon mal in mich verliebt?“, der offenbar von dem um 1900 von Julius Einödshofer komponierten Couplet „Haben Sie nicht den kleinen Cohn gesehen?“ inspiriert war, unterstellte er Hitler homosexuelle Neigungen zu Siegfried Kohn, einem Wortführer im Reichsbund Jüdischer Frontsoldaten. Bei der Premiere seines Films Das häßliche Mädchen am 8. September 1933 (Drehbuch: Hermann Kosterlitz und Felix Joachimson, beides Juden) inszenierten die Nationalsozialisten einen Eklat: Hansen, der jüdische Vorfahren hatte, wurde bepöbelt und mit Tomaten beworfen. Nach einer anderen Quelle seien faule Eier und Stinkbomben geworfen worden. Es wurde sogar spekuliert, der Film könne vom Spielplan abgesetzt werden. Hansen erkannte die Gefahr, die ihm als unliebsamem Künstler drohte, und wanderte aus Hitlers Deutschem Reich aus.
Engagements im Musiktheater führten ihn zunächst nach Wien. Als 1936 während der Vorbereitung auf Benatzkys Revue Axel an der Himmelstür Greta Garbo absagte, holte Hansen die bis dahin unbekannte Zarah Leander als seine Partnerin ans Theater an der Wien. 1938 zog er nach Kopenhagen. Dort eröffnete er nach der Scheidung von seiner ersten Frau Lizzi Waldmüller, einer österreichischen Schauspielerin, mit seiner zweiten Frau Britta (24 Jahre jünger und Mutter seiner vier Kinder) ein Sommertheater im Glassaal des Tivoli. Theaterreisen führten ihn nach Oslo, Stockholm, Helsinki, in die Schweiz und nach Amsterdam.
In Dänemark gelang es dem findigen, beziehungsreichen Multitalent, unbeschadet durch die deutsche Kriegs- und Besatzungszeit zu kommen, indem er sich einen Ariernachweis verschaffte: Er bezahlte den bankrottgegangenen „arischen“ schwedischen Baron Per Wilhelm Fredrik Schürer von Waldheim dafür, seinen Vater zu spielen. In der Öffentlichkeit, und aus Angst vor Enttarnung auch im Familienkreis, gab er ihn als den Großvater seiner Kinder aus. Seine beiden Töchter und seine zwei Söhne erfuhren von ihren jüdischen Vorfahren und von dem fingierten Großvater erst nach dem Zweiten Weltkrieg.
Die wirtschaftliche Existenz seiner Familie sicherte Max Hansen mit Arbeiten für den skandinavischen Rundfunk. Außerdem drehte er zwischen 1939 und 1951 in Schweden einige zum Teil sehr erfolgreiche Musik-Komödien, für die er unter dem Pseudonym „Sylvester“ auch Lieder komponierte.
Im Nachkriegsdeutschland und -österreich konnte er, wie viele andere Exil-Künstler, nicht wieder an seine Glanzzeiten als Unterhaltungsstar der Weimarer Republik anknüpfen. Er versuchte es und kam 1951 wieder nach Deutschland. Der kulturelle Bruch der zwölf Jahre Tausendjähriges Reich und die wirtschaftliche Not der Wiederaufbauepoche gaben ihm aber keine reelle Chance, dort weiterzumachen, wo er einst notgedrungen aufgehört hatte.
In seine Berliner Fußstapfen, nicht als Sänger, aber als Kabarettist, Zeitkritiker und kleinerer Filmstar, trat Wolfgang Neuss.
Hansen kehrte 1953 nach Kopenhagen zurück, wo er – nach einem Schlaganfall und einem Herzinfarkt gesundheitlich angeschlagen – 1961 im Alter von 63 Jahren starb. Er wurde anonym auf dem Vestre Katolske Kirkegård von Kopenhagen beigesetzt. Er hinterließ seine Frau und vier Kinder. Zwei der Kinder (Ann-Mari Max Hansen, geb. 1949 und Max Hansen jr., geb. 1954) sind heute in Dänemark als Schauspieler bekannt.

## Dokumentarfilm 2005
2005 drehte der historische Dokumentarist und Filmregisseur Douglas Wolfsperger den Dokumentarfilm War’n Sie schon mal in mich verliebt?. Der Titel zitiert ein Chanson gleichen Namens aus der Feder von Max Hansen. Neben Rundfunkarchivfunden, Filmausschnitten und Forschern wie dem Kabarett-Historiker Volker Kühn kommen Zeitzeugen und Nachfolger zu Wort, zum Beispiel auch die Schauspielerin Brigitte Mira. Der Film erhielt unter anderem das FBW-Prädikat „Besonders wertvoll“.

## Museumsfilm für das NS-Dokumentationszentrum München 2007
Der israelische Regisseur Avi Bodar stellt in seinem Film für das NS-Dokumentationszentrum in München Max Hansens Lied „War´n Sie schon mal in mich verliebt?“ in den Mittelpunkt seiner Schlüsselszene. Am Tag der Machtergreifung Adolf Hitlers lässt er einen jungen Sänger (angelehnt an die Figur Max Hansens) in einem Nachtclub diesen Song singen, bis die Hitlerjugend das Treiben gewalttätig beendet. Die Anspielung auf Hitlers angebliche Homosexualität ist der Tropfen, der das Fass zum Überlaufen bringt. Die angespannte Situation eskaliert. Diese fiktive Szene dient zur Veranschaulichung der zeitlichen Umstände, in denen Max Hansen sein Lied veröffentlichte. Die Musik dieses Films ist eine Neuaufnahme (Produzent und Arrangement Max Joseph) des Hansen-Klassikers, allerdings auch verfremdet mit elektronischen Mitteln. In der Nachtclubszene wird „War´n Sie schon mal in mich verliebt?“ von dem jungen Tenor Anton Leiss-Huber interpretiert.

## Musik (Auswahl)
- Im weißen Rößl
- Kannst Du pfeifen, Johanna?
- War'n sie schon mal in mich verliebt?[5]
- Jetzt geht's der Dolly gut
- Da geh' ich ins Maxim
- Wenn ein Fräulein keinen Herrn hat
- Ach, Louise!
- Musik muß sein
- Meine liebe Lola
- Gehst du mit nach Honolulu, geh ich auch nach Honolulu[6]
- Klassisch, klassisch
- Was kann der Sigismund dafür, dass er so schön ist
- Ich möcht' so gerne wissen, ob sich die Fische küssen
- Sag mir Oui
- Sag ich blau, sagt sie grün
- Ich hab ne Leidenschaft
- Ich hab kein Auto
- Das Lied vom Zuschau'n
- Bayerisches Seemannslied
- Einmal möchte ich keine Sorgen haben
- Franz Schubert, du warst nicht umsonst verliebt
- Die erste Frau, die ich geküßt
- Was hast du schon davon, wenn ich dich liebe (dänisch: Hva' glæde har du af, at jeg ka li' dig)

## Filmografie
- 1925: Husarenfieber
- 1926: Familie Schimek
- 1926: Im weißen Rößl
- 1926: Der lachende Ehemann
- 1926: Als ich wiederkam
- 1926: Die Kleine vom Varieté
- 1926: Die selige Exzellenz
- 1927: Venus im Frack
- 1927: Frau Sorge
- 1928: Freiwild
- 1928: Das Girl von der Revue
- 1929: Wir haben uns gut verstanden …
- 1929: Jetzt geht's der Dolly gut
- 1930: Gaukler (Les saltimbanques)
- 1930: Wien, du Stadt der Lieder
- 1930: Terra-Melophon-Magazin Nr. 1
- 1930: Der Hampelmann
- 1930: Das Kabinett des Dr. Larifari
- 1931: Schuberts Frühlingstraum
- 1931: Wer nimmt die Liebe ernst?
- 1932: Der Frauendiplomat
- 1932: Die – oder keine
- 1932: Einmal möcht' ich keine Sorgen haben
- 1933: Das häßliche Mädchen
- 1933: Glückliche Reise
- 1935: Csardas
- 1936: Rendezvous im Paradies (Skeppsbrutne Max)[A 1]
- 1939: Rosor varje kväll
- 1941: Tror du, jeg er født i går?
- 1941: Wienerbarnet
- 1943: En fllicka för mej
- 1944: Gröna hissen
- 1945: Trötte Teodor
- 1946: En förtjusande fröken
- 1946: Bröder Emellan
- 1947: Bröllopsnatten
- 1947: Ingen väg tillbaka
- 1951: Sköne Helena

## Theater
- 1924: Emmerich Kálmán, Julius Brammer, Alfred Grünwald: Gräfin Mariza (Zsupán) – Regie: ? (Theater an der Wien)
- 1928: Louis Verneuil: Fräulein Mama (Moreuil) – Regie: ? (Deutsches Künstlertheater Berlin)
- 1928: Emmerich Kálmán: Die Herzogin von Chicago (Erbprinz von Sylvarien) – Regie: ? (Deutsches Künstlertheater Berlin)
- 1929: Franz Lehár: Die lustige Witwe – Regie: Erik Charell (Metropol-Theater Berlin)
- 1930: Ralph Benatzky: Im weißen Rößl (Leopold) – Regie: Erik Charell – Deutsches Theater Berlin
- 1932: Géza Herczeg, Marcellus Schiffer, Mischa Spoliansky: 100 Meter Glück (Jüngling) – Regie: Robert Klein (Metropol-Theater Berlin)
- 1936: Ralph Benatzky: Axel an der Himmelstür (Axel) – Regie: Arthur Hellmer (Theater an der Wien)

## Hörspiele
- 1952: Paul Sarauw: Der kleine Napoleon – Bearbeitung (Wort): Günter Neumann, Komposition: Erik Fiehn, Günter Neumann, Regie: Werner Oehlschläger (RIAS Berlin)
- 1953: Karl Farkas: Bei Kerzenlicht – Bearbeitung (Wort): Curth Flatow, Komposition: Robert Katscher, Bearbeitung (Musik): Heinrich Riethmüller, Regie: Rolf Kutschera (Theatermitschnitt – RIAS Berlin)